# Emil Kaschub
Emil Kaschub foi um médico alemão que conduziu experiências com prisioneiros de campos de concentração nazis. Por instruções da Wehrmacht, prisioneiros saudáveis foram submetidos a aplicações e injecções de substâncias tóxicas. As feridas subsequentes, muitas vezes inflamadas e com bolhas, foram documentadas para esclarecimento "científico".